# Sparkasse Hegau-Bodensee
Die Sparkasse Hegau-Bodensee ist eine öffentlich-rechtliche Sparkasse mit Sitz in Singen am Hohentwiel in Baden-Württemberg. Ihr Geschäftsgebiet erstreckt sich über Teile des Hegaus und am Untersee (Bodensee).

## Organisationsstruktur
Die Sparkasse Hegau-Bodensee ist eine Anstalt des öffentlichen Rechts. Rechtsgrundlagen sind das Sparkassengesetz für Baden-Württemberg und die durch den Verwaltungsrat der Sparkasse erlassene Satzung. Organe der Sparkasse sind der Vorstand und der Verwaltungsrat. Träger der Sparkasse sind die Städte Singen, Radolfzell und Stockach sowie die Gemeinden Gaienhofen, Moos, Öhningen, Rielasingen-Worblingen, Steißlingen, Volkertshausen, Bodman-Ludwigshafen, Eigeltingen, Hohenfels, Mühlingen und Orsingen-Nenzingen.

## Geschichte
Die heutige Sparkasse Hegau-Bodensee ist im Jahre 2016 aus den Sparkassen Singen-Radolfzell und Stockach hervorgegangen. Die Sparkasse Singen-Radolfzell entstand 1999 aus der Fusion der Bezirkssparkasse Singen, die 1885 gegründet wurde, und der Sparkasse Radolfzell, die im Jahre 1855 gegründet wurde. Das Gründungsdatum der Sparkasse Stockach ist das Jahr 1854. Seit 2016 führt das Institut die Bezeichnung Sparkasse Hegau-Bodensee.

## Geschäftszahlen
Die Sparkasse Hegau-Bodensee wies im Geschäftsjahr 2024 eine Bilanzsumme von 4,13 Mrd. Euro aus und verfügte über Kundeneinlagen von 2,623 Mrd. Euro. Gemäß der Sparkassenrangliste 2024 liegt sie nach Bilanzsumme auf Rang 127. Sie unterhält 22 Filialen/Selbstbedienungsstandorte und beschäftigt 496 Mitarbeiter.
Die Sparkasse Hegau-Bodensee gehört zur Sparkassen-Finanzgruppe, die zuständige Landesbank ist die Landesbank Baden-Württemberg. Sie arbeitet eng mit ihren Verbundpartnern LBS, SV SparkassenVersicherung sowie der Deka zusammen. Die Sparkasse Hegau-Bodensee ist Mitglied im Sparkassenstützungsfonds des Sparkassenverbandes Baden-Württemberg.

## Fördertätigkeit
Über Spenden und Sponsorings fördert die Sparkasse Hegau-Bodensee jährlich soziale Einrichtungen, Institutionen und Vereine in ihrem Geschäftsgebiet. Des Weiteren unterstützt sie durch ihre im Jahr 2006 gegründete Stiftung die Jugend- und Altenhilfe, Erziehung, Bildung und Schule, Wissenschaft und Forschung, Kunst, Kultur und Brauchtumserhalt, Umwelt-, Natur-, Landschafts- und Denkmalschutz sowie soziale und karitative Belange und Sport.